# Invited Paper
Als Invited Paper (englisch) wird ein Beitrag zu einer Tagung bezeichnet, den nicht der Autor einreicht, sondern zu dem er vom Programmkomitee eingeladen wird.
Im Regelfall sind es bekanntere Experten, die über ein besonders aktuelles Forschungsthema oder -projekt berichten, bzw. die gebeten werden, zu einem Teilgebiet ein Überblicks-Referat zu halten.
Zumeist werden alle Beiträge (Invited und Presented Papers) vor ihrer Aufnahme in den Tagungsband noch einer Begutachtung durch einen oder mehrere Experten des Fachgebietes (Gutachter) unterzogen. Die angenommenen (bzw. nach Kritik überarbeiteten) Beiträge werden Reviewed Papers genannt.